# خاویر کاسکورو
خاویر کاسکورو (انگلیسی: Javier Casquero؛ زادهٔ ۱۱ مارس ۱۹۷۶) بازیکن فوتبال اهل اسپانیا است.
از باشگاه‌هایی که در آن بازی کرده‌است می‌توان به باشگاه فوتبال راسینگ سانتاندر، باشگاه فوتبال اتلتیکو مادرید، باشگاه فوتبال آلمریا، باشگاه فوتبال اسپورتینگ خیخون، باشگاه فوتبال ختافه، باشگاه فوتبال سویا، و باشگاه فوتبال اتلتیکو مادرید بی اشاره کرد.